# Rainer Lange
Rainer Lange (* 5. Dezember 1956) ist ein ehemaliger deutscher Fußballspieler.

## Karriere

### Vereine
Lange spielte zunächst bis 1974 für SC Viktoria Griesheim, mit dem er in seinem letzten Jahr an der Endrunde um die Deutsche A-Juniorenmeisterschaft teilnahm, jedoch nur im Hinspiel der ersten Runde beim 1. FC Köln II bei der 1:5-Niederlage eingesetzt wurde.
Dem Jugendalter entwachsen gehörte er von 1974 bis 1976 dem SV Darmstadt 98 an, für den er in der seinerzeit zweigleisigen 2. Bundesliga eingesetzt wurde. In seiner Premierensaison im Seniorenbereich bestritt er zehn Punktspiele, in denen er zwei Tore erzielte. Sein Debüt am 19. Oktober 1974 (12. Spieltag) bei der 2:3-Niederlage im Auswärtsspiel gegen Borussia Neunkirchen krönte er sogleich mit seinem ersten Tor, dem Treffer zum Endstand in der 88. Minute – 20. Minuten nach seiner Einwechslung für Wolfgang Nöth. Beim 3:2-Sieg im Heimspiel gegen den SV Röchling Völklingen eine Woche später traf er bereits zum 1:0 in der 23. Minute. In der Folgesaison war er in neun Punktspielen erneut zweimal mit Toren zur Stelle.
Über eine Vereinszugehörigkeit in der Saison 1976/77 ist nichts bekannt; möglicherweise war er da für den VfR Oli Bürstadt in der Hessenliga aktiv, der als Hessenmeister 1977 in die 2. Bundesliga Süd aufgestiegen war. In dieser Spielklasse war er für den Verein – bis zum Abstieg am Saisonende – in 29 Punktspielen, in denen er vier Tore erzielte, eingesetzt worden. Nach der erneuten Hessenmeisterschaft 1979, bestritt er weitere 37 Punktspiele in der 2. Bundesliga Süd, in denen er sieben Tore erzielte.

### Nationalmannschaft
Als Spieler des SV Darmstadt 98 erfolgte die Berufung in die DFB-Jugendauswahl „A“. Als Nationalspieler debütierte er am 13. November 1974 beim 1:0-Sieg über die Auswahl Norwegens im Rahmen des in Monte Carlo ausgetragenen Turniers um den Prinz-Albert-Pokal. In den drei weiteren Turnierspielen, alle zwei Tage bis zum 19. November, gegen die Auswahlen Polens (3:0), Frankreichs (0:2) und der Niederlande (1:2) wurde er ebenfalls berücksichtigt.
Das nächste Turnier mit der Mannschaft fand in Israel statt, in dem er am 30. Dezember 1974, am 1. und 6. Januar 1975 gegen die Auswahlen Israels, Rumäniens in Tel Aviv und Norwegens in Petach Tikwah beim 1:1- und dem zweimaligen 0:0-Unentschieden mitwirkte.
Auch im Turnier um den Atlantik-Pokal in Las Palmas auf Gran Canaria bestritt er das am 23. und 25. Januar 1975 mit 2:1 gegen die Auswahl Polens gewonnene und mit 2:4 gegen die Auswahl Englands verlorene Spiel. Am 4. März desselben Jahres trat er in einem der beiden Qualifikationsspiele für das UEFA-Juniorenturnier gegen die Auswahl Österreichs beim 3:1-Sieg in Nürnberg als Einwechselspieler in Erscheinung. Im Turnier in der Schweiz bestritt er die am 9., 11. und 13. Mai gegen die Auswahlen der DDR (3:1 in Wettingen), Finnlands (1:1 in Aarau) und der Sowjetunion (0:4 in Wettingen) ausgetragenen Begegnungen.

## Erfolge
- Teilnahme UEFA-Juniorenturnier 1975
- Meister Oberliga Hessen 1979 und Aufstieg in die 2. Bundesliga Süd